# Ceriporia merulioidea
Ceriporia merulioidea är en svampart som beskrevs av Ryvarden 2010. Ceriporia merulioidea ingår i släktet Ceriporia och familjen Phanerochaetaceae.   Inga underarter finns listade i Catalogue of Life.